# Panamerikanska spelen 2023
Panamerikanska spelen 2023 anordnades mellan den 20 oktober och 5 november 2023 i Santiago i Chile. Det var den första upplagan som anordnades i Chile och den totalt åttonde som hölls i Sydamerika.

## Sporter
Siffror inom parenteser avser antalet tävlingar i respektive sport.
- Badminton (5)
- Baseboll (1)
- Basket (4)
- Baskisk pelota (8)
- Bordtennis (7)
- Bowling (4)
- Boxning (13)
- Breaking (2)
- Brottning (18)
- Bågskytte (10)
- Cykling (22)
- Friidrott (48)
- Fotboll (2)
- Fäktning (12)
- Golf (2)
- Gymnastik (26)
- Handboll (2)
- Judo (15)
- Kanotsport (16)
- Karate (12)
- Landhockey (2)
- Modern femkamp (5)
- Racquetball (7)
- Ridsport (6)
- Rodd (13)
- Rullskridskosport (14)
- Segling (13)
- Sjumannarugby (2)
- Skytte (15)
- Softboll (1)
- Sportklättring (4)
- Squash (7)
- Surfing (8)
- Taekwondo (11)
- Tennis (5)
- Triathlon (3)
- Tyngdlyftning (10)
- Vattenskidåkning (10)
- Vattensport
  -  Konstsim (2)
  -  Simhopp (10)
  -  Simning (36)
  -  Vattenpolo (2)
- Volleyboll (4)
  -  Beachvolleyboll (2)
  -  Volleyboll (2)